# Alto vicentino
L’Alto vicentino (Alto vixentin in veneto) è un'area geografica situata nel settore nord occidentale della Provincia di Vicenza. Si estende nella zona pedemontana vicentina che tende a collegarsi al territorio trentino. Comprende i territori delle vallate dell'Agno, del Leogra e dell'Astico. Il territorio dell'alto vicentino presenta una certa omogeneità in merito alle tradizioni e la cultura locale. Storicamente l'area – che comprende 39 comuni e che gravita intorno ai centri più importanti e popolosi ovvero Schio, Valdagno e Thiene (rispettivamente i centri principali delle vallate del Leogra, dell'Agno e dell'Astico) – è caratterizzata dall'importante e precoce sviluppo industriale, in particolare nel settore laniero. Ancora oggi la zona si distingue per l'intensa industrializzazione, passata nel tempo dalle grandi industrie dell'impresa tessile (Marzotto e Lanerossi) a un moderno sistema di piccole imprese attive in particolare nel tessile, meccatronica, meccanica e subfornitura. I comuni dell'Alto vicentino appartengono al medesimo distretto telefonico (0445, tranne Dueville che usa lo 0444).
I comuni dell'Alto vicentino tendono a gestire in forma associata molteplici servizi, erogati a livello sovra comunale, tra questi: la società dell'acqua e depurazione, la società del gas, il ciclo dei rifiuti (nell'area è presente anche un inceneritore di rifiuti),  la polizia locale, i servizi socio sanitari, le connessioni informatiche, ma anche la gestione del territorio, o piccole realtà museali. Nel territorio sono presenti inoltre 3 unioni e una comunità montane: Unione montana Alto Astico, Unione montana Astico, Unione montana Pasubio Alto Vicentino, Comunità montana Agno Chiampo.

## Territorio
Circa la metà del territorio dell'Alto vicentino è pianeggiante e comprende il bacino del Giara-Leogra-Timonchio, del Posina, parte del bacino idrografico dell'Astico-Tesina e la parte alta di quello dell'Agno. Il territorio comprende alcuni sistemi montuosi: il gruppo Summano-Priaforà-Novegno, le pendici sud-occidentali dell'altopiano dei Sette Comuni, la fascia collinare delle Bregonze, il sistema spartiacque compreso tra le vallate del Leogra e dell'Agno e il versante orientale di quello che divide le vallate dell'Agno e del Chiampo.

## Comuni
Appartengono al territorio dell'Alto vicentino i 39 comuni di seguito elencati, tutti compresi nella provincia di Vicenza: Arsiero, Breganze, Brogliano, Caltrano, Calvene, Carrè, Castelgomberto, Chiuppano, Cogollo del Cengio, Cornedo Vicentino, Dueville, Fara Vicentino, Laghi, Lastebasse, Lugo di Vicenza, Malo, Marano Vicentino, Monte di Malo, Montecchio Precalcino, Pedemonte, Piovene Rocchette, Posina, Recoaro Terme, Salcedo, San Vito di Leguzzano, Santorso, Sarcedo, Schio, Thiene, Tonezza del Cimone, Torrebelvicino, Trissino, Valdagno, Valdastico, Valli del Pasubio, Velo d'Astico, Villaverla, Zanè, e Zugliano.

### Comuni principali
Di seguito sono riportati i primi cinque comuni dell'Alto vicentino per popolazione residente al 31 dicembre 2016.
| Pos. | Stemma | Comune di         | Popolazione (ab.) | Superficie (km²) | Densità (ab./km²) | Altitudine (m s.l.m.) |
| ---- | ------ | ----------------- | ----------------- | ---------------- | ----------------- | --------------------- |
| 1º   |        | Schio             | 39.219            | 66,21            | 592               | 200                   |
| 2º   |        | Valdagno          | 26.080            | 50,22            | 519               | 260                   |
| 3º   |        | Thiene            | 24.280            | 19,70            | 1.232             | 147                   |
| 4º   |        | Malo              | 14.915            | 30,53            | 488               | 116                   |
| 5º   |        | Cornedo Vicentino | 12.012            | 23,56            | 510               | 200                   |

## Galleria d'immagini

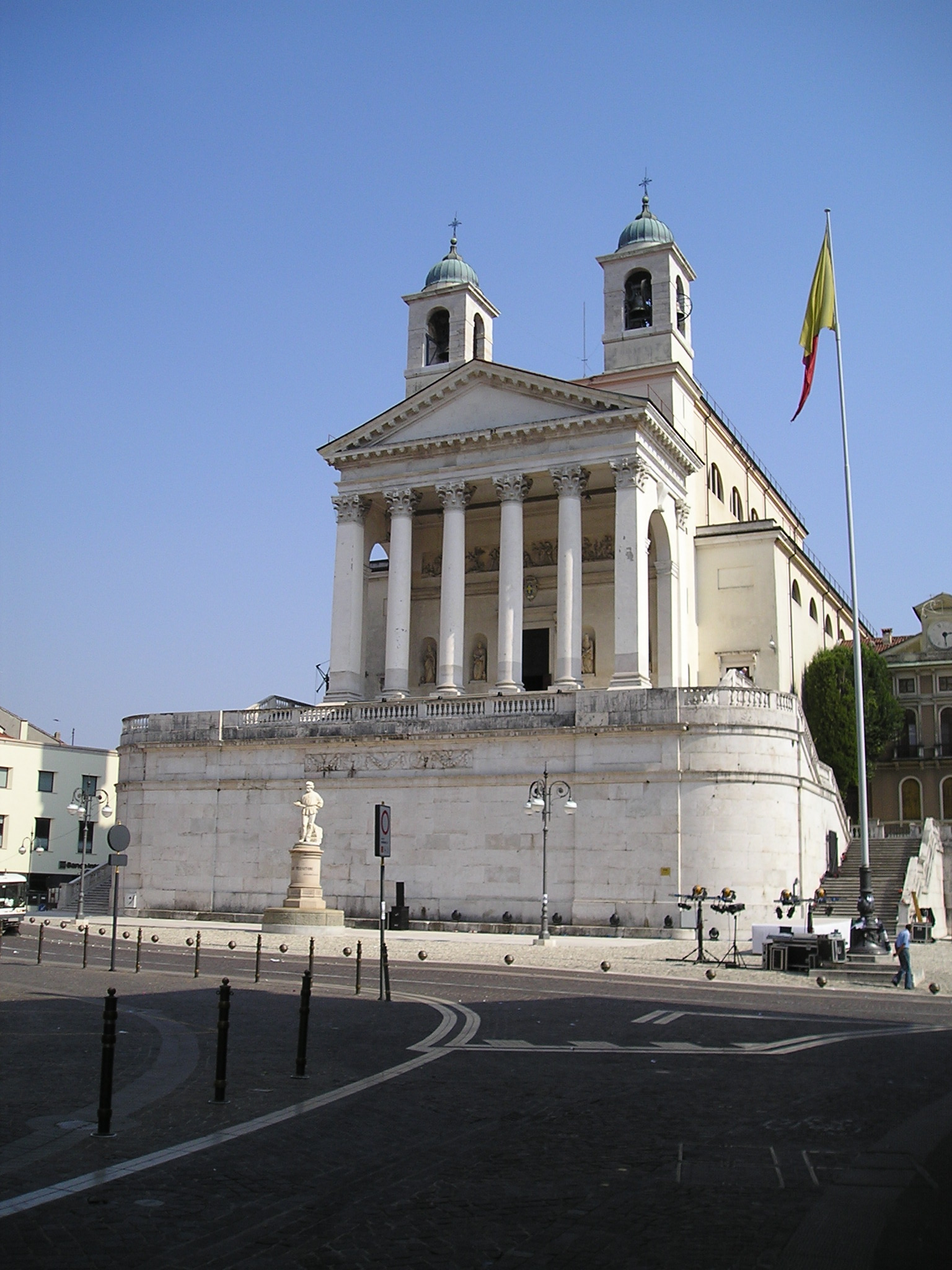
Il duomo di Schio
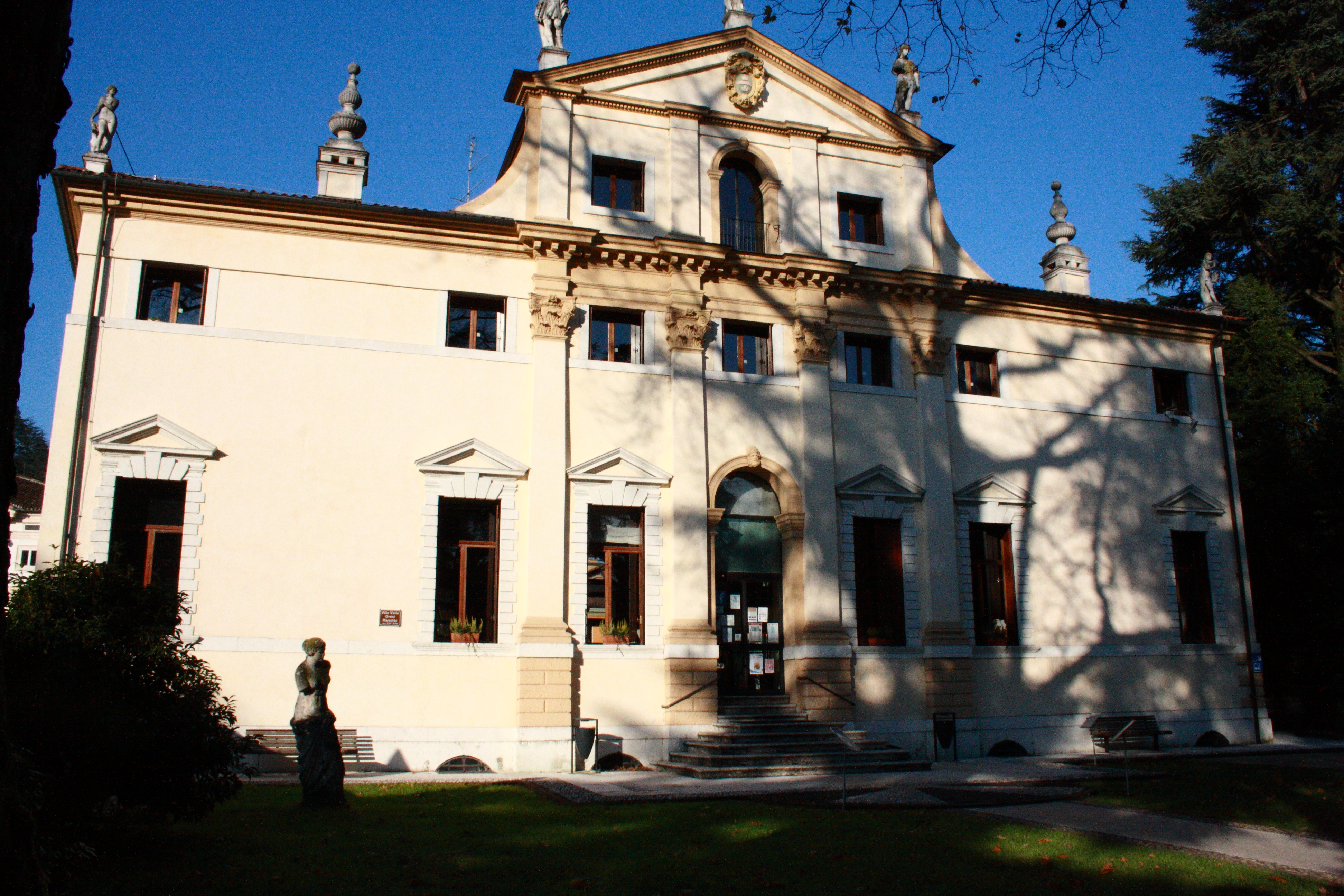
Villa Valle a Valdagno
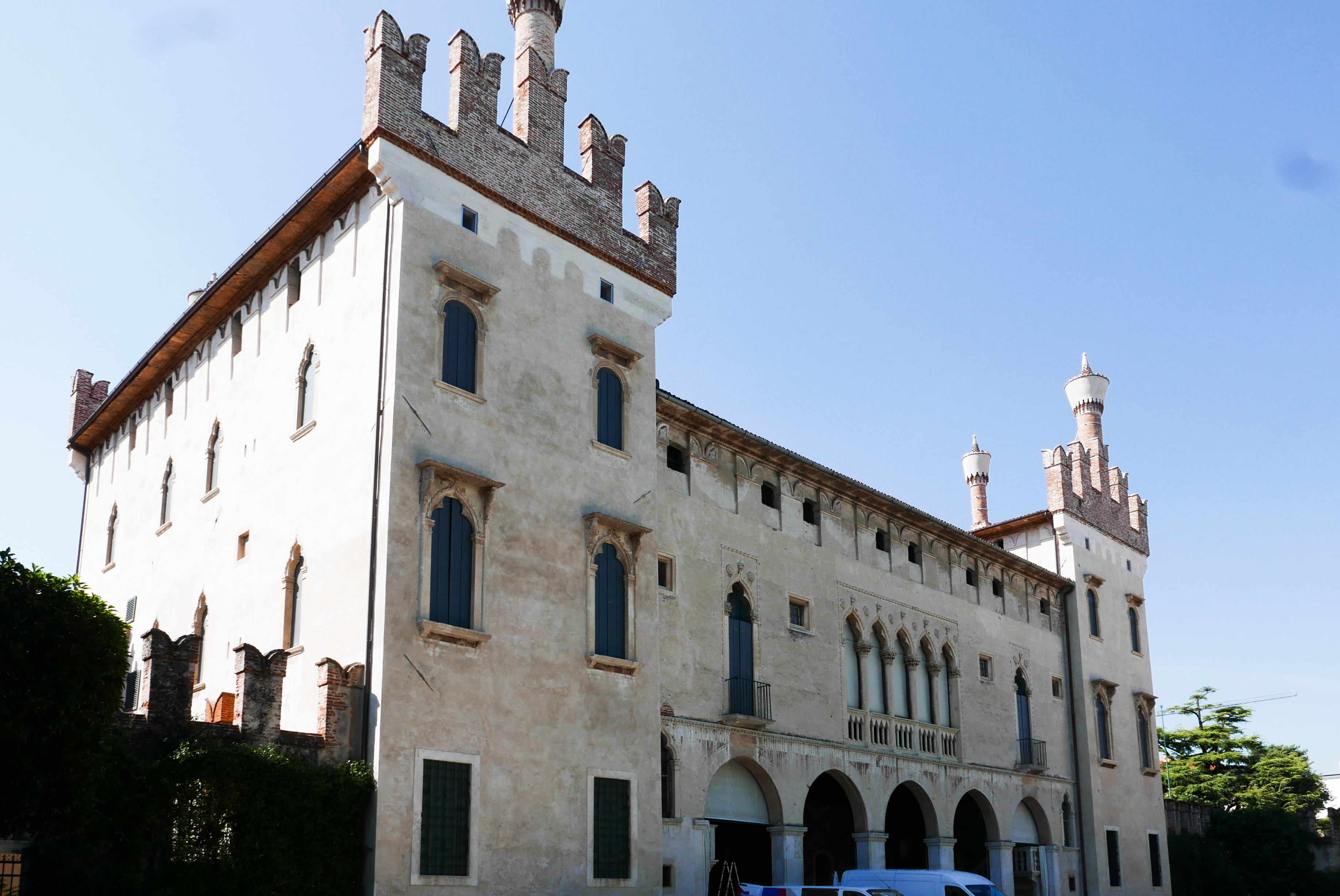
Castello Porto Colleoni Thiene presso Thiene
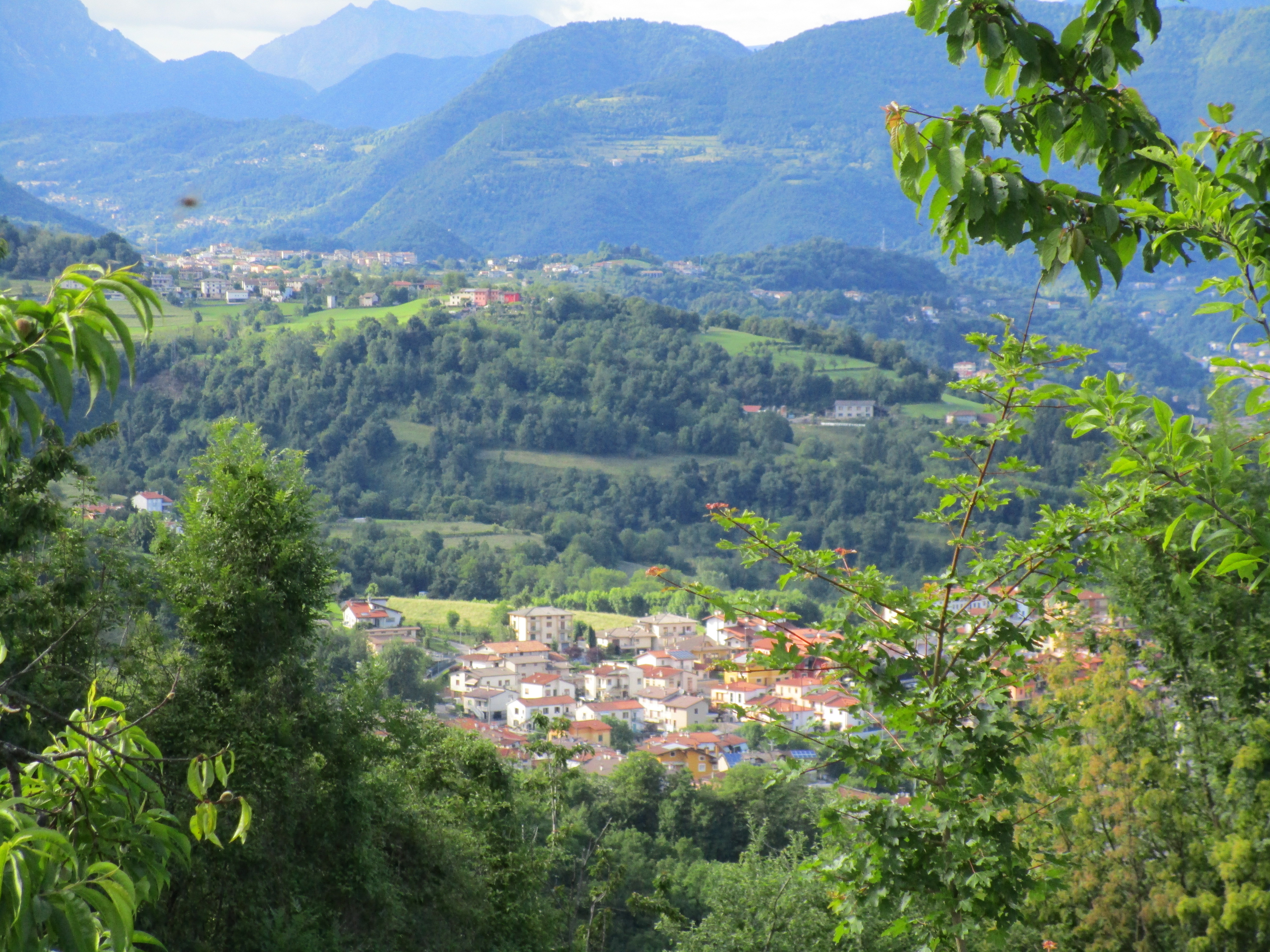
La valle dell'Agno
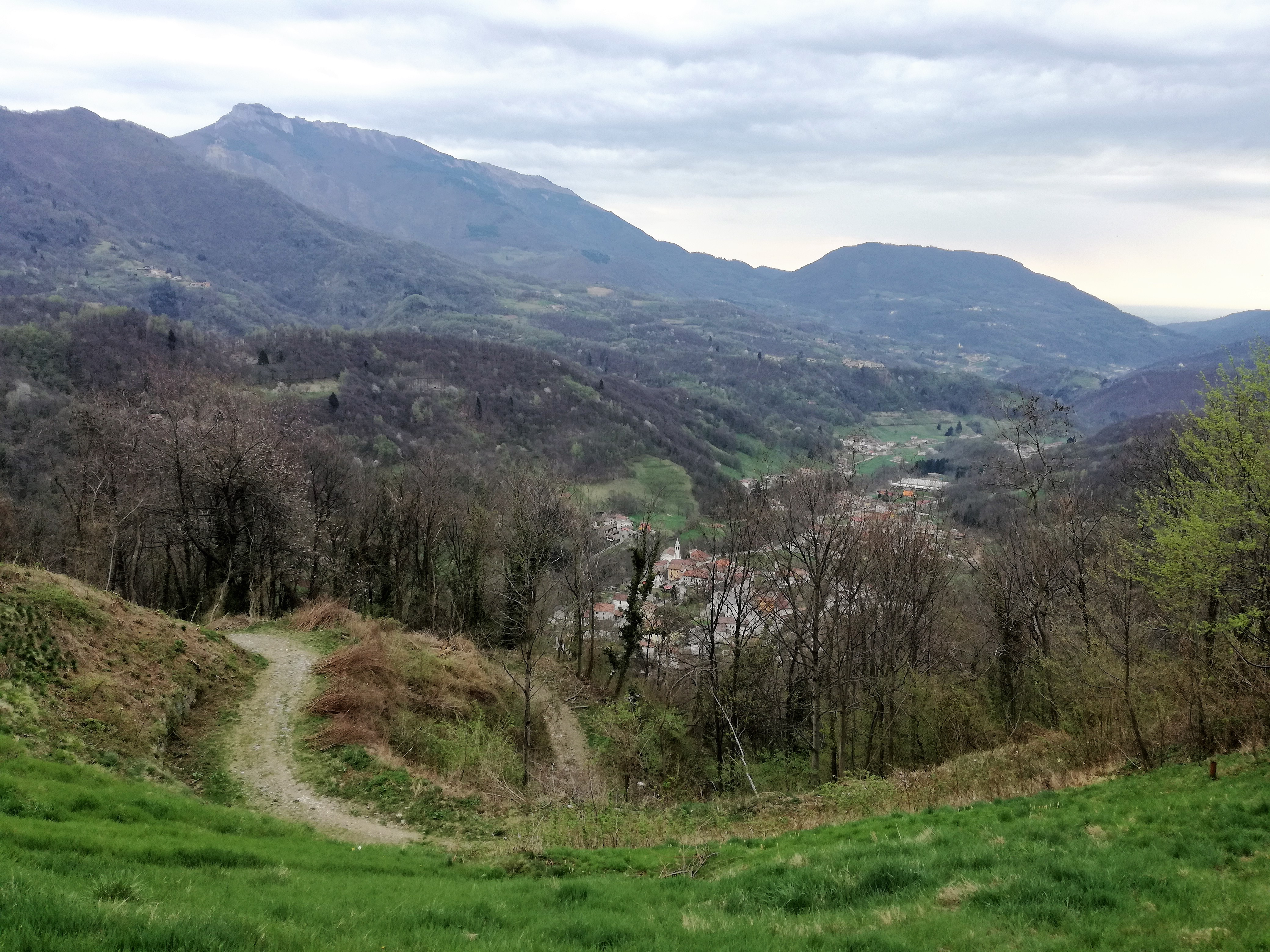
La valle del Leogra
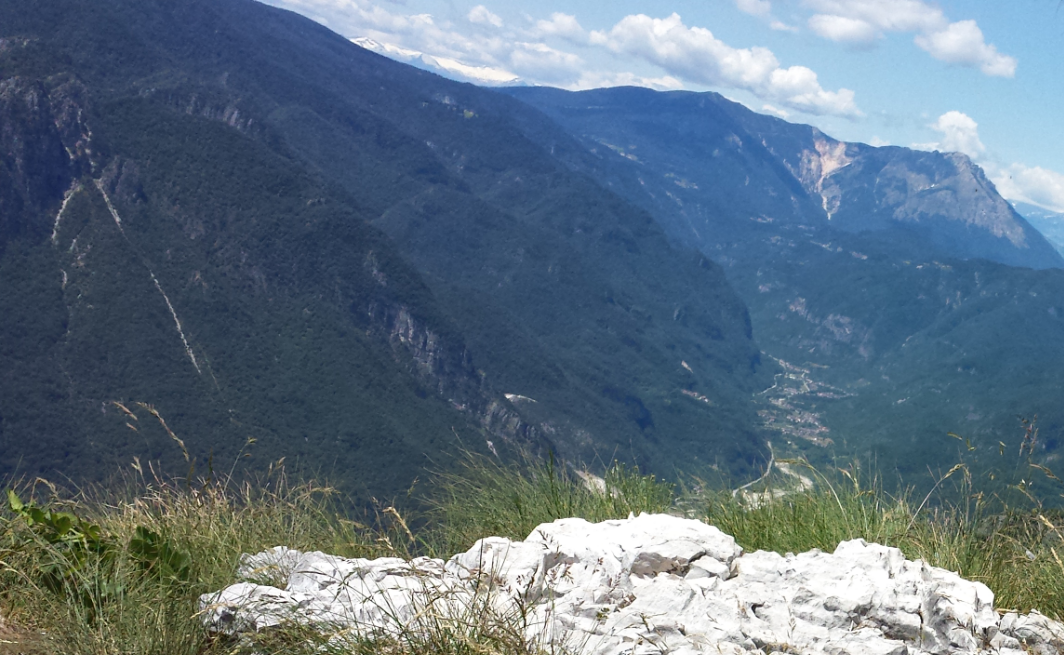
La valle dell'Astico